# Nic Dowd
Nicholas „Nic“ Dowd (* 27. Mai 1990 in Huntsville, Alabama) ist ein US-amerikanischer Eishockeyspieler, der seit Juli 2018 bei den Washington Capitals aus der National Hockey League unter Vertrag steht und für diese auf der Position des Centers spielt.

## Karriere
Dowd spielte während seiner Juniorenzeit bis 2010 bei den St. Louis Bandits und Wenatchee Wild in der North American Hockey League sowie den Indiana Ice in der United States Hockey League. In diesem Zeitraum wurde er im NHL Entry Draft 2009 in der siebten Runde an 198. Position von den Los Angeles Kings aus der National Hockey League ausgewählt. Im Sommer 2010 verpflichtete sich der Stürmer der St. Cloud State University und spielte bis zum Frühjahr 2014 parallel für das Eishockeyteam der Universität in der Western Collegiate Hockey Association und der National Collegiate Hockey Conference, beides Divisionen im Spielbetrieb der National Collegiate Athletic Association. Während dieser Zeit erhielt Dowd – insbesondere für seine schulischen Leistungen gepaart mit seinem sportlichen Talent – zahlreiche Auszeichnungen.
Im April 2014 unterzeichnete Dowd schließlich seinen ersten Profivertrag bei den Kings, die ihn bis zum Frühjahr 2015 zunächst bei den Manchester Monarchs in der American Hockey League einsetzten. Mit dem Team gewann er am Ende des Spieljahres 2014/15 den prestigeträchtigen Calder Cup. Die folgende Spielzeit verbrachte er bei Los Angeles’ neuem Farmteam Ontario Reign. Im Verlauf der Saison 2015/16 gab der Stürmer sein NHL-Debüt für Los Angeles. Zur Saison 2016/17 etablierte er sich im Kings-Aufgebot und erhielt einen Stammplatz.
Im Dezember 2017 gaben ihn die Kings an die Vancouver Canucks ab und erhielten im Gegenzug Jordan Subban. Im Juli 2018 unterzeichnete Dowd als Free Agent einen Einjahresvertrag bei den Washington Capitals, der im April 2019 um drei Jahre verlängert wurde.

## Erfolge und Auszeichnungen
| - 2012 WCHA All-Academic Team - 2013 WCHA All-Academic Team - 2014 NCHC Best Defensive Forward - 2014 NCHC First All-Star Team | - 2014 NCHC Scholar-Athlete of the Year - 2014 NCAA West First All-American Team - 2015 Calder-Cup-Gewinn mit den Manchester Monarchs |

## Karrierestatistik

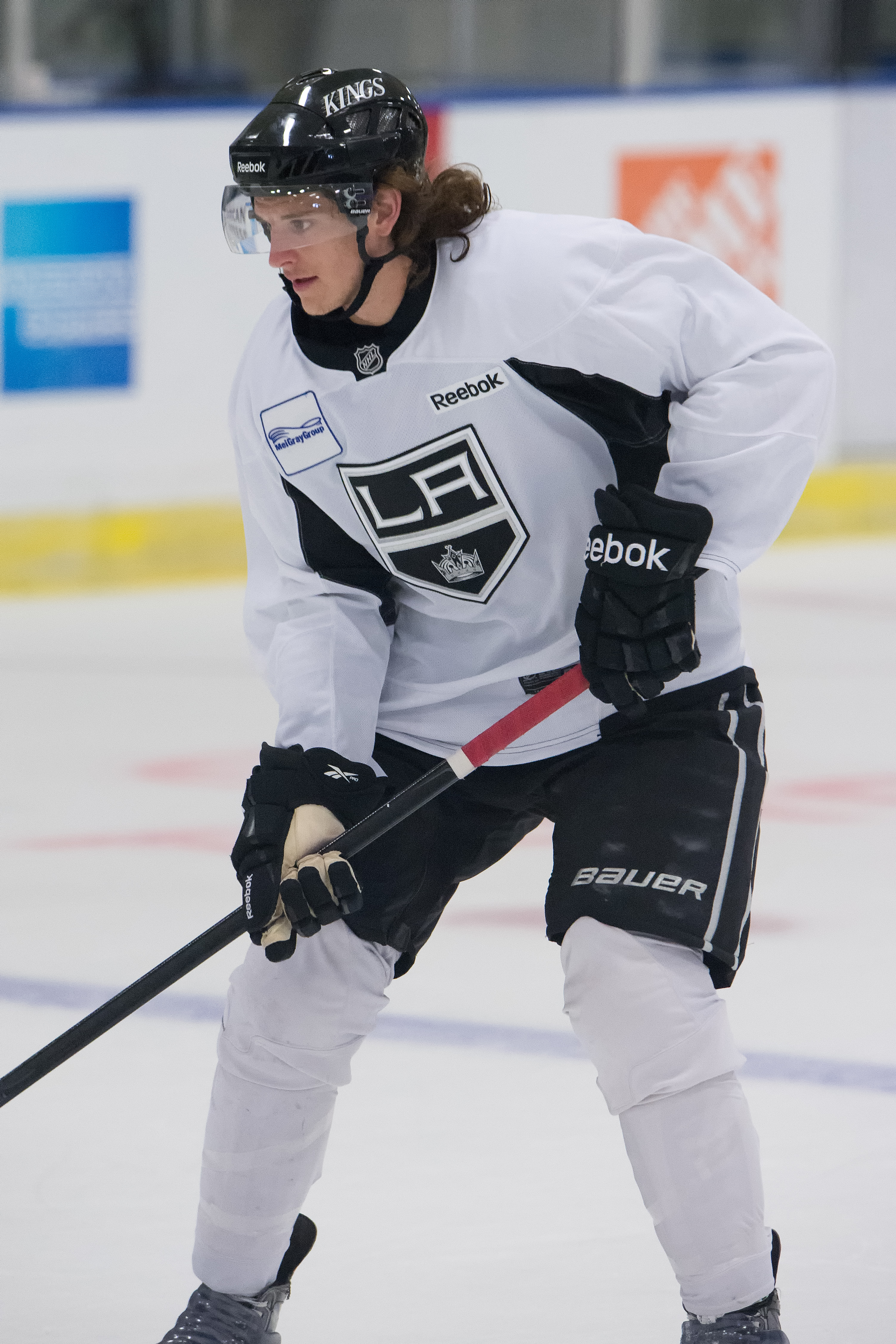
Dowd im Trainingstrikot der Los Angeles Kings (2012)

Stand: Ende der Saison 2024/25
(Legende zur Spielerstatistik: Sp oder GP = absolvierte Spiele; T oder G = erzielte Tore; V oder A = erzielte Assists; Pkt oder Pts = erzielte Scorerpunkte; SM oder PIM = erhaltene Strafminuten; +/− = Plus/Minus-Bilanz; PP = erzielte Überzahltore; SH = erzielte Unterzahltore; GW = erzielte Siegtore; 1 Play-downs/Relegation; Kursiv: Statistik nicht vollständig)